# Jerry Miculek

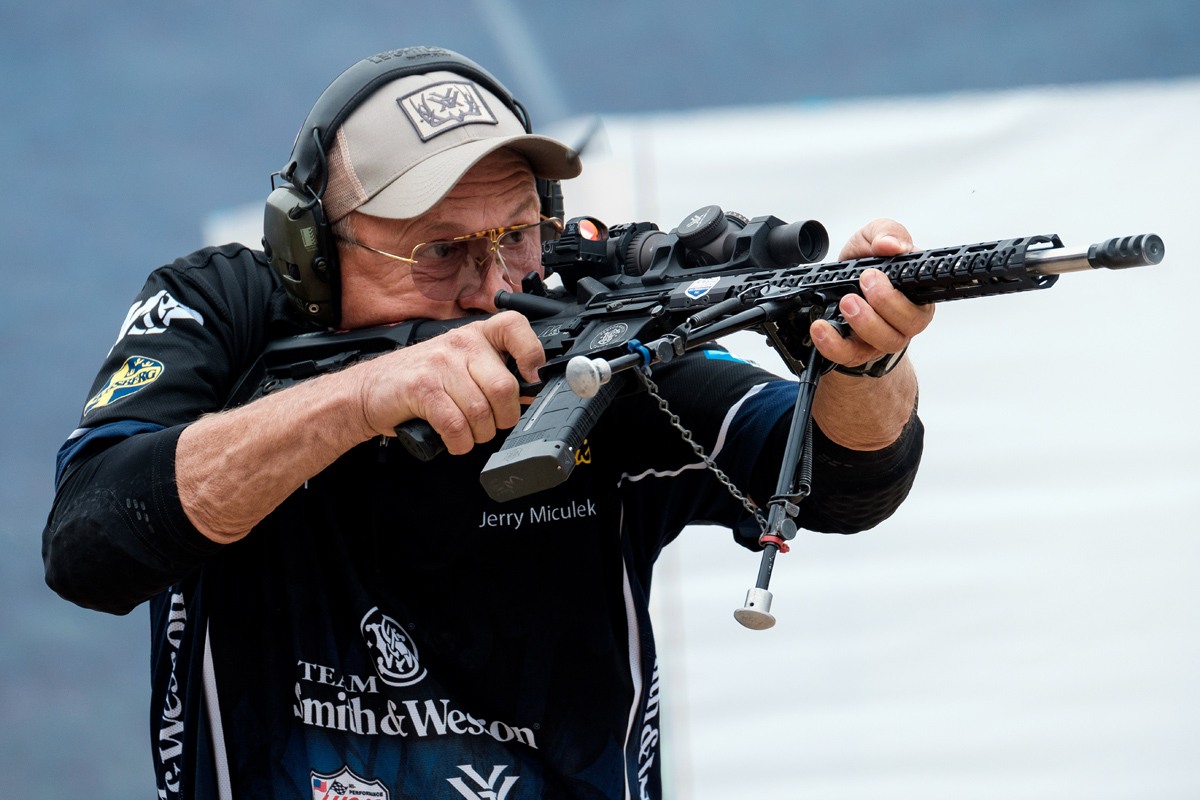
Jerry Miculek

Jerry Miculek (ausgesprochen /ˈmɪtʃəlɛk/ „Mitscheleck“) ist ein Kunstschütze, Schießausbilder und Büchsenmacher. 

## Werdegang
Miculek ist amtierender Weltrekordhalter im Schauschießen. Er ist mit Kay Clark Miculek verheiratet, die ihrerseits ebenfalls eine mit nationalen und internationalen Titeln ausgezeichnete Schützin ist.
Zusätzlich ist Miculek ein erfahrener Büchsenmacher, so dass er seine Revolver auf ein Optimum abgestimmt umbauen kann.
Er ist Werbeträger der Firma Smith & Wesson, die zu seinen Ehren das Modell 625 JM nach ihm benannt hat.

## Titel
Miculek hält eine Vielzahl von nationalen und internationalen Titeln:
- fünfmal USPSA 3-Gun National Championship Meister
- viermal 2nd Chance Bowling Pin Champion
- 1997 American Handgunner World Shoot-Off Champion (als einziger bisher mit einem Revolver)
- vierzehnmal International Revolver Champion
- Mitglied im fünfmaligen Gewinnerteam Sportsmans Team Challenge
- dreimal Masters International Long Gun Champion
- dreimal USPSA National Revolver Champion
- zweimal IPSC World Revolver Champion
- zweimal IDPA Enhanced Service Revolver Champion
- einmal Bianchi Cup Metallic Champion

## Weltrekorde
| Task                                                                              | benutzte Waffe                | Zeit (sec) | Datum               | Anmerkung(en)                              |
| --------------------------------------------------------------------------------- | ----------------------------- | ---------- | ------------------- | ------------------------------------------ |
| Schießt je sechs Schuss aus 10 .38 Special Revolvern.                             | S&W Model 64 Revolver         | 17,12      | 25. September, 2003 | Brach Ed McGiverns Rekord von 25 Sekunden. |
| Schießt sechs Schuss, lädt nach, schießt weitere sechs Schuss aus einem Revolver. | S&W Model 625 Revolver        | 2,99       | 11. September, 1999 |                                            |
| Schießt acht Schuss auf ein Ziel.                                                 | S&W Model 627 V-Comp Revolver | 1,00       | 11. September, 1999 |                                            |
| Schießt acht Schuss aus einem Revolver auf vier Ziele (2 Schuss pro Ziel).        | S&W Model 627 V-Comp Revolver | 1,06       | 11. September, 1999 |                                            |

Miculek demonstrierte außerdem am 25. September 2003 die Möglichkeit, fünf Schuss aus einem S&W Model 64 Kompensator Revolver in 0,57 Sekunden zu schießen. Dies reicht nahe an den von Ed McGivern aufgestellten Rekord von 0,45 Sek vom 13. September 1932 und 8. Dezember 1932 heran.